# Paul Quaye
Paul Quaye (Acra, Ghana, 16 de septiembre de 1995) es un futbolista ghanés. Se desempeña como centrocampista y actualmente pertenece al Moralo Club Polideportivo de la Tercera División.

## Trayectoria

### R. C. D. Espanyol
Ingreso en el R. C. D. Espanyol B en 2011. El 11 de marzo de 2012, hizo su debut con este club, jugando 3 minutos en la victoria por 5-1 en casa contra el Rayo Vallecano, siendo el jugador extranjero más joven en jugar en el primer equipo.

### Atlético Malagueño
Tras dos años en el R. C. D. Espanyol rescinde su contrato y firma por el Atlético Malagueño.
En enero de 2017, tras abandonar las filas del FK Senica de Eslovaquia, vuelve a España para probar en el Fútbol Club Cartagena, aunque finalmente refuerza al Jumilla para lo que resta de temporada.

### CF Talavera de la Reina
En verano de 2017, tras un breve paso por la liga Eslovena y el Jumilla, firma por el club cerámico. Desempeñándose como pivote defensivo, es elegido por la afición como uno de sus jugadores más queridos y respetados.

## Clubes
| Club                                | País       | Año       |
| ----------------------------------- | ---------- | --------- |
| R. C. D. Espanyol B                 | España     | 2011-2014 |
| R. C. D. Espanyol                   | España     | 2012-2014 |
| Atlético Malagueño                  | España     | 2014-2015 |
| Elche Club de Fútbol Ilicitano      | España     | 2015      |
| FK Senica                           | Eslovaquia | 2016      |
| FC Jumilla                          | España     | 2017      |
| Club de Fútbol Talavera de la Reina | España     | 2018      |

## Selección
Ha sido internacional en las categorías inferiores de Ghana.